# Crow (Les Mondes de Thorgal)
Pour les articles homonymes, voir Crow.
Crow est le quatrième tome de la série de bande dessinée Les Mondes de Thorgal - Louve, dont le scénario a été écrit par Yann et les dessins et couleurs réalisés par Roman Surzhenko. L'album fait partie d'une série parallèle (Les Mondes de Thorgal) qui suit les aventures de personnages marquants de la série Thorgal.

## Synopsis
Louve est enfin rentré chez elle mais tout le village veut qu'Aaricia et elle partent car ils pensent que ces dernières leurs porte malheur. Il ne reste plus que Lundgen qui aime Aaricia et lui a fait croire que Thorgal est mort.
Louve remarque qu'un morceau de cristal du loup Fenrir qu'elle a gardé comme trophée a disparu. Elle pense immédiatement que c'est Lundgen qui lui a dérobé. Ce dernier engage des vikings afin qu'ils tuent Louve, ainsi plus rien ne retiendra Aaricia et il pourra partir s'installer sur une île avec elle.
Dans la forêt où elle passe le plus clair de son temps, Louve est donc traquée par les hommes à la solde de Lundgen, mais également par une femme étrange prénommée Crow. À la suite d'une chute dans un ravin, elle se casse le bras et est secourue par Skald, un bûcheron muet qui la guérit miraculeusement.
Les vikings qui traquent Louve sont décimés par Crow. Lundgen en profite pour faire croire à Aaricia que Louve est morte.
La fillette sauve une petite guenon d'un collet ; celle-ci lui dit s'appeler Yasmina. Ensemble, depuis un arbre, elles voient Crow discuter avec des loups et leur dire qu'elle est Raïssa, la louve noire.
Louve comprend qu'elle est perdue.

## Publications
- Le Lombard, avril 2014  (ISBN 978-2803634187)